# Sorgsångare
Sorgsångare (Curruca lugens) är en fågel i familjen sylvior inom ordningen tättingar. Den förekommer i bergsbeläget skogslandskap i östra Afrika. Arten minskar i antal, men beståndet är livskraftigt.

## Utseende och läte
Sorgsångaren är en 13,5 centimeter lång brun eller brungrå fågel med runt huvud, proportionellt korta och runda vingar samt smala vita kanter på stjärten. Ovansidan är brun, undersidan något blekare gråbrun på strupe och bröst men smutsvit på buken. Sången är en komplex och ganska långsamt framfört melodi.

## Utbredning och systematik
Sorgsångaren förekommer i östra Afrika. Den delas in i fem underarter fördelade på två grupper, med följande utbredning
- Curruca lugens griseiventris – förekommer i södra Etiopien (Bale-bergen)
- lugens-gruppen
  - Curruca lugens lugens – Etiopien
  - Curruca lugens jacksoni – Sudan och Uganda till Kenya, norra Tanzania, östra Demokratiska republiken Kongo och Malawi
  - Curruca lugens prigoginei – östra Demokratiska republiken Kongo (Itombwe-bergen)
  - Curruca lugens clara – Tanzania (Matengo Highlands)

### Familje- och släktestillhörighet
Tidigare placerades den i släktet Parisoma och behandlades som en medlem av familjen timalior. Genetiska studier visar dock att den är en del av sylviorna. Där placerades den initialt i släktet Sylvia. Enligt studier från 2019 består dock Sylvia av två klader som skildes åt för hela 15 miljoner år sedan. Sedan 2020 delar BirdLife Sverige och tongivande internationella auktoriteten International Ornithological Congress (IOC) därför upp Sylvia i två skilda släkten, varvid sorgsångaren förs till Curruca. Även eBird/Clements följde efter 2021.

## Levnadssätt
Sorgsångaren påträffas enstaka eller i par i öppet bergsbeläget skogslandskap, mellan 1 400 och 2 500 meters höjd, helst bland stora akacior. Den lever av insekter, bland annat långa fjärilslarver, skalbaggar och bladlöss, men även spindlar, bär och frön. Arten är en stannfågel, men ungfåglarna antas röra på sig, åtminstone höjdledes.

## Status och hot
Arten har ett stort utbredningsområde och en stor population, men tros minska i antal till följd av habitatförstörelse och fragmentisering. Den minskar dock inte tillräckligt kraftigt för att den ska betraktas som hotad. Internationella naturvårdsunionen IUCN kategoriserar därför arten som livskraftig (LC). Världspopulationen har inte uppskattats, men den beskrivs som lokalt vanlig i Etiopien och mer fåtalig på andra ställen.